# غريغ مولهولاند
غريغ مولهولاند (بالإنجليزية: Greg Mulholland) هو سياسي بريطاني، ولد في 31 أغسطس 1970 في مانشستر في المملكة المتحدة. حزبياً، نشط في الديمقراطيون الليبراليون.

## مناصب
- في 2003 Leeds City Council election [الإنجليزية]‏، انتخب member of Leeds City Council ‏ عن دائرة Headingley ‏ وقد انضم خلال فترته النيابية  للكتلة البرلمانية الديمقراطيون الليبراليون.
- في الانتخابات العامة في المملكة المتحدة 2005، انتخب عضو برلمان المملكة المتحدة الـ54 عن دائرة ليدز الشمالية الغربية وقد انضم خلال فترته النيابية ‏ (5 مايو 2005 – 12 أبريل 2010)  للكتلة البرلمانية الديمقراطيون الليبراليون.
- في انتخابات المملكة المتحدة لعام 2010، انتخب عضو برلمان المملكة المتحدة الـ55 عن دائرة ليدز الشمالية الغربية وقد انضم خلال فترته النيابية ‏ (6 مايو 2010 – 30 مارس 2015)  للكتلة البرلمانية الديمقراطيون الليبراليون.
- في الانتخابات العامة في المملكة المتحدة 2015، انتخب عضو برلمان المملكة المتحدة الـ56 عن دائرة ليدز الشمالية الغربية وقد انضم خلال فترته النيابية ‏ (8 مايو 2015 – 3 مايو 2017)  للكتلة البرلمانية الديمقراطيون الليبراليون.